# 트롯 올스타전 수요일 밤에
《트롯 올스타전 수요일 밤에》은 대한민국의 종합편성채널 TV조선에서 방영중인 예능 프로그램이다.

## 진행자
- 붐

## 출연진
- 정서주
- 배아현
- 오유진
- 미스김
- 나영
- 김소연
- 정슬
- 염유리
- 김희재
- 안성훈
- 나상도

## 게스트
- 1회 : 심수봉, 박지현 (남자), 조정민 (여자)
- 2회 : 박성온, 김유하, 이수연 (여자), 고은준, 박정민 (남자), 유지우 (남자)
- 3회 : 양지은
- 4회 : 전영록, 정미애, 김용필
- 5회 : 홍지윤 (여자), 김태연 (여자), 박성온
- 6회 : 장윤정, 김홍남, 고영태
- 7회 : 진성, 김용임, 유지우 (남자), 박경덕, 남궁진
- 8회 : 구창모, 김현수 (남자), 권서경, 최여원
- 9회 : 태진아, 현숙
- 10회 : 강진, 김효선, 정훈희, 김태화, 성민, 김사은
- 11회 : 양지은, 유지나, 풍금, 박애리
- 12회 : 강예슬, 김나희, 김소유, 김희진, 두리, 송가인, 숙행, 정다경, 정미애
- 13회 : 윤항기, 쟈니리, 김성환
- 14회 : 이다도시, 크리스티나, 로미나, 크리스티안, 완이화
- 15회 : 윤수일, 노사연, 유지우 (남자), 한가빈
- 16회 : 조영남, 윤형주, 송창식, 김세환, 이상벽, 함준호, 김용필
- 17회 : 이용식, 원혁, 박경덕, 이생노, 김승현 (남자), 김용필
- 18회 : 송나율, 윤윤서, 김예은, 최이정, 박성온
- 19회 : 정수라, 진미령, 박지현 (남자), 유지우
- 20회 :

## 결방
2025년
- 4월 30일 : 제21대 대통령 후보자 국민의 힘 결승 토론회 편성으로 인한 결방.

## 여담
- TV조선에서 외전으로 제작했던 트로트 예능은 노래방 반주기를 활용하는 프로그램이 대부분이었으나, 이 프로그램은 라이브 밴드와 함께하는 예능 프로그램이다.

- 종전 TV조선 오디션 스핀오프 프로그램의 전통답게 자사 오디션인 미스트롯1, 미스터트롯1, 미스트롯2, 국민가수[1], 미스터트롯2, 미스트롯3, TV조선 대학가요제[2], 미스터트롯3[3]출신들이 게스트로 꾸준히 출연할 것으로 보인다.[4]

- 종전 미스터 로또와 미스쓰리랑이 파주에서 녹화한것과는 달리 가산동에서 새로 신설된 TV조선 자체 스튜디오에서 녹화를 진행하게된다.[5]

- 미스트롯3의 스핀오프인 전작 미스쓰리랑과 달리 미스&미스터 올스타전을 표방하며, 당연하지만 혼성 예능으로 진행된다. 그러나 기존 미스쓰리랑에 고정 출연했던 미스트롯3 출신 8명이 그대로 출연하기 때문에, 미스쓰리랑 종영으로 스핀오프가 없어졌지만 TV조선과의 계약 기간 동안 방송 활동을 해야 하는 미스트롯3의 스핀오프 역할도 실질적으로 맡게 된다.

- 클린버전 제공을 한동안 하지 않았다. 이에 대해 미스트롯3 팬들이 아쉬움을 표하자 4월 29일 뒤늦게 클린버전을 업로드하기 시작했다.

- 노래를 시작할 때 "풍악을 울려라!"라고 외친다. 트랄랄라 유랑단 때부터 있었던 전통이다.

- TV조선에서 이미 많이 불렀던 노래 돌려막기가 심했던 미스쓰리랑 때와 선곡 경향이 크게 달라지지 않았다는 평을 받는다. 거의 모든 노래들을 기성 가수들의 유명한 노래로 선곡하고 있으며[6], 자사 트로트 오디션인 미스·미스터트롯 출신을 포함한 신인 트로트 가수의 노래나 트로트 신곡의 비중은 매우 적은 편이다.[7] 다만 이러한 선곡 경향은 방청객들에게 익숙한 노래 및 리메이크 음원 발매가 쉬운 노래 위주의 선곡을 하기 때문임을 감안할 필요는 있다. 그리고 라이브 밴드를 활용하여 원곡과는 분위기나 느낌이 다른 색다른 편곡을 계속 시도하고 있다.

- 6회부터 매주 베스트 음원을 발매하고 있다. 미스트롯3 멤버들이 부른 노래 중 3곡씩 수록된다.

- 미스쓰리랑 때 은근슬쩍 시도했던 미스트롯3 TOP7 멤버들을 듀엣이나 트리오로 묶어서 대결 라운드에 출전시키는 비중이 많이 늘었다.